# Big Mountain (Montana)

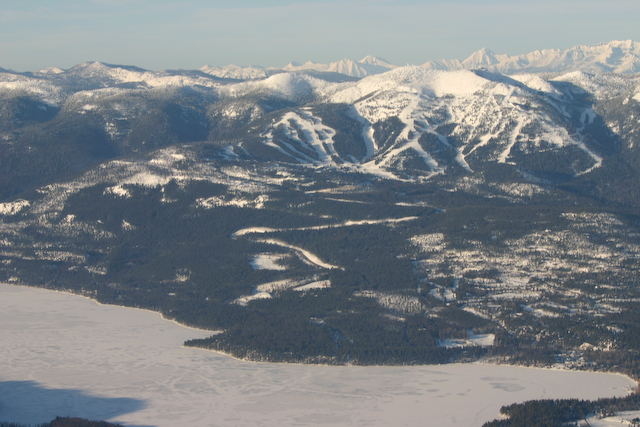
Il comprensorio sciistico di Big Mountain

Big Mountain è una montagna e un comprensorio sciistico (detto anche Whitefish Mountain Resort) statunitense che si estende nella Contea di Flathead, nel Montana, a ovest del Glacier National Park. Attrezzato con 93 piste e 12 impianti di risalita, si estende per 12,20 km², tra i 1361 e i 2078 m s.l.m.; mediamente, a Big Mountain cadono 762 centimetri di neve all'anno. Il comprensorio ospita gare della Nor-Am Cup e dei Campionati statunitensi di sci alpino.